# Лектини

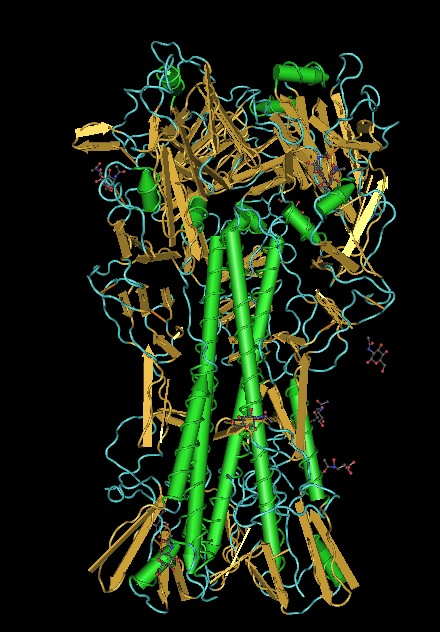
Гемагглютинін

Лектини — клас білків або глікопротеїнів неімунної природи, здатних вибірково та обернено зв'язувати вуглеводи та глікополімери без порушення їх ковалентної структури. Відомо більше тисячі різних лектинів, а очищено — більше двохсот. Вони переважно не володіють каталітичною активністю, проте виділяють окрему групу лектинів, для яких така активність показана. Вони отримали назву лекзими. Лектини відіграють ключову роль в процесах біологічного розпізнавання на молекулярному рівні.

## Історія відкриття лектинів
Лектини вперше були описані в 1888 році Стілмарком, який помітив, що сирі екстракти рицини (Ricinus communis) містили токсичну речовину під назвою рицин, яка аглютинувала людину і деякі еритроцити тварин. Однак сучасна епоха лектинології почалася майже 100 років потому.
Лектини спочатку були знайдені та описані в рослинах, але в наступні роки було виділено кілька лектинів з мікроорганізмів, а також від тварин. Спочатку лектин-індукована аглютинація клітин служила найпоширенішим аналізом для виявлення та кількісного визначення  активності лектину в різноманітних організмах. Незважаючи на їх широку застосовність як методу для виявлення активності лектинів, аналізи аглютинації мають значні обмеження, оскільки лише багатовалентні лектини можуть аглютинувати.
Моновалентні лектини з лише одним місцем зв’язування вуглеводів, зазвичай не виявляються методом аглютинації,  тому аналізи аглютинації в основному застосовуються для лектинів, про які відомо мають більше одного сайту зв’язування вуглеводів. Прогрес в методах біофізики та молекулярної біології, а також доступність синтетичних олігосахаридів сприяли ідентифікації багатьох лектинів. Більшість лектинів було очищено афінною хроматографією. Для виділення та характеристики великої кількості лектинів, полімерів на основі цукру, таких як сефадекс (глюкоза), сефароза (галактоза) використовували хітин (N-ацетилглюкозамін). Зв'язані з глікопротеїном матриці застосовуються для очищення лектинів, які розпізнають більш складні сахариди. Багато лектинів мають, на додаток до домену зв’язування вуглеводів, інший домен із помітною активністю. Білки, що несуть лектинові
домен(и) та інші домени з досить різними властивостями було краще вивчено на тваринах, ніж на рослинах.

## Класифікація лектинів
Лектини класифікуються в основному за п’ятьма специфічними групами відповідно до моносахаридів, до яких вони виявляють найвищу спорідненість: маноза, галактоза/ ''N'' -ацетилгалактозамін, N -ацетилглюкозамін, фукоза та ''N'' - ацетилнейрамінова кислота (цукри мають d -конфігурацію, за винятком фукоза, яка є l ). Важливим для біологічних функцій лектинів є той факт, що з численних моносахаридів, які зустрічаються в природі, ці шість є типовими складовими гліканів, присутніх на поверхні еукаріотичних клітин. Деякі лектини специфічні для манози також зв'язують глюкозу, яка відрізняється від манози конфігурацією 2-гідроксилу, але лише в рідкісних випадках вони реагують з галактозою, яка відрізняється від глюкози конфігурацією 4-гідроксилу. Лектини однієї групи специфічності можуть помітно відрізнятися за спорідненістю до олігосахаридів або клітин, тоді як деякі з них розпізнають лише олігосахаридні похідні вищевказаних моносахаридів. Специфічність для інших цукрів зустрічається рідко. Спорідненість лектинів до моносахаридів зазвичай слабка, з константами асоціації в мілімолярному діапазоні, тоді як до олігосахаридівчасто набагато вища, до трьох порядків величини.

### Класифікація лектинів на основі структури домену розпізнавання вуглеводів[4]
| Тип лектину | Ліганди                        | Локалізація                                | Приклади                      |
| ----------- | ------------------------------ | ------------------------------------------ | ----------------------------- |
| C-тип       | маноза, фукоза, глюкозамін     | позаклітинна, трансмембранна               | MR, DC-SIGN, дектин, селектин |
| P-тип       | манозо-6-фосфат                | ендосомна                                  | CD-MPR, IGF-II/CI-MPR         |
| S-тип       | бета-галактозид                | позаклітинна                               | галектин                      |
| I-тип       | сіалова кислота                | мембранна                                  | CD22, MAG                     |
| L-тип       | високоманозний глікан          | Апарат Гольджі, ендоплазматичний ретикулюм | VIPI, VIP36, ERGIC- 53        |
| M-тип       | манозний глікан                | ендоплазматичний ретикулюм                 | EDEM1, EDEM2, EDEM3           |
| хіназний    | хіноолігосахарид               | позаклітинна                               | YKL-40, YM I                  |
| F-тип       | фукозо-термінуючийолігосахарид | позаклітинна                               | фуколектин                    |

## Виробництво лектинів

### Лектини тваринного походження
Лектини зустрічаються в  організмах різних тварин. Однак, врожайність зазвичай надзвичайно низька. Масове очищення тваринних лектинів вимагає великих кількостей сировини, яка економічно унеможливлює виробництво.

### Лектини грибного походження
Вихід лектинів зі свіжих грибів низький, наприклад, 2,6 мг із 100 г свіжих плодових тіл Pleurocybella porrigens. Насправді вміст води в свіжих грибах дуже високий. Висушені плодові тіла грибів Russula lepida, Pholiota adiposa та Inocybe umbrinella дали 39, 70, і 15 мг лектину на 100 г плодових тіл відповідно. Тому виробництво лектинів зі свіжих грибів є теж непрактичним.

### Лектини рослинного походження
Вміст лектину в деяких частинах рослин вищий,наприклад, 390 і 75 мг очищеного лектину було виділено зі 100
g бульби Remusatia vivipara  і Astragalus mongholicus  відповідно. Лектини також міститься в насінні. Вміст лектину в небобових рослинах низький,
наприклад, 3,3 мг лектину з 100 г насіння Hibiscus mutabilis. Лектини містяться у великій кількості в насінні бобових. Phaseolus vulgaris - це трав'яниста однорічна рослина, яка вирощується по всьому світу за його їстівні боби, популярні як у сухому, так і в зеленому вигляді. Комерційне виробництво квасолі добре поширене в усьому світі.Існують різні сорти, в тому числі боби анасазі, чорні боби, квасоля журавлина, боби борлотті, квасоля рожева, квасоля пінто,
квасоля-нирка, біла квасоля, жовта квасоля та французька квасоля,тощо. Лектини або гемаглютиніни були очищені від різних
різновидів P. vulgaris. У деяких сортів вміст лектину низький, у інших - високий.

## Функції лектинів в організмі

### Тварин
Лектини виконують такі функції у тварин:
- Регуляція клітинної адгезії
- Регуляція синтезу глікопротеїнів
- Регуляція рівня білка в крові
- Зв'язування розчинних позаклітинних і міжклітинних глікопротеїнів
- Як рецептор на поверхні клітин печінки ссавців для розпізнавання залишків галактози, що призводить до видалення певних глікопротеїнів із системи кровообігу.
- Як рецептор, який розпізнає гідролітичні ферменти, що містять манозо-6-фосфат, і націлює ці білки для доставки в лізосоми ; I-клітинна хвороба є одним із типів дефектів у цій системі.
- Відомо, що лектини відіграють важливу роль у вродженій імунній системі. Лектини, такі як лектин, що зв’язує манозу, допомагають опосередкувати захист першої лінії від вторгнення мікроорганізмів. Інші імунні лектини відіграють важливу роль у само-не-саморозрізненні, і вони, ймовірно, модулюють запальні та автореактивні процеси.  Інтелектини (лектини X-типу) зв’язують мікробні глікани і можуть також функціонувати у вродженій імунній системі. Лектини можуть брати участь у розпізнаванні образів і елімінації патогенів у вродженому імунітеті хребетних, включаючи риб.[5]

### Рослин
Функція лектинів у рослинах досі не визначена. Колись вважалося, що вони необхідні для зв’язування ризобій, ця запропонована функція була виключена завдяки дослідженням нокауту трансгену лектину.
Велика концентрація лектинів у насінні рослин зменшується з ростом, що свідчить про їх роль у проростанні рослин і, можливо, у виживанні самого насіння. Зв'язування глікопротеїнів на поверхні паразитичних клітин також вважається функцією. Було виявлено, що кілька рослинних лектинів розпізнають невуглеводні ліганди, які є головним чином гідрофобними за своєю природою, включаючи аденін, ауксини, цитокінін та індолоцтову кислоту, а також водорозчинні порфірини. Ці взаємодії можуть бути фізіологічно значущими, оскільки деякі з цих молекул функціонують як фітогормони.

## Застосування лектиедицині та сільському господарстві
Лектини стали центром інтенсивного інтересу для біологів і, зокрема, для досліджень і застосування в сільському господарстві та медицині. Ці білки з унікальними характеристиками знайшли застосування в різноманітних сферах біології та оскільки все більше лектинів ізольовано та з'ясовано їх роль у природі, вони продовжують займати все важливіше місце в сільськогосподарських та терапевтичних напрямах досліджень.

### Протикомахна дія
Однією з цікавих ролей лектинів є захист організму проти патогенів і хижаків. Так як є необхідність заміни звичайних заходів боротьби з комахами, які спричиняють забруднення та порушують харчовий ланцюг, було вжито кілька альтернативних заходів, включаючи використання рослинних лектинів. Протикомахна активність
рослинних лектинів проти широкого спектру видів комах була добре задокументована та представляє потенціал використання рослинних лектинів як природних інсектицидних засобів проти шкідників, які стримують збільшення виробництва сільськогосподарських культур.
Bactrocera curbitae є основним шкідником гарбузових в багатьох частинах світу. Шкідник поки що не піддається майже всім звичайним методам боротьби, а шкода, заподіяна культурам, повідомляється, що в деяких випадках він становить 100%.
Серед перспективних запропоновано лектинові засоби проти комах-шкідників і були успішно застосовані в різні культури, включаючи пшеницю, рис, тютюн і картоплю.
Цей підхід можна використовувати як частину інтегрованої боротьби зі шкідниками стратегії управління та застереження від нападу шкідників. Загалом, здається що широкомасштабне впровадження трансгенних інсектицидів і стійких до гербіцидів рослин не виявляють значного негативного впливу на навколишнє середовище.Причому, хоч якісь трансгенні рослини можуть покращити відповідне середовище та людське здоров'я, оскільки їх виробництво значно знижує навантаження на хімічні інсектициди та гербіциди. Лектини демонструють активність проти комах, збільшуючи смертність або затримуючи розвиток комах :
- Лектини з Allium sativum збільшує смертність Acyrthosiphon pisum
- Лектини з Arisaema intermedium та Arisaema wallichianum впливають на Bactrocera cucurbitae шляхом сповільнення процесу  лялькування та подальшого розвитку
- Лектини з Gracilaria cornea  впливають на Boophilus microplus шляхом зменшення маси тіла самок після яйцекладки та маси яєць
- Лектини з Gracilaria ornate впливають на Callosobruchus maculatus шляхом відстрочування розвитку
- Лектини з Myracrodruon urundeuva збільшують смертність Aedes aegypti
- Лектини з Xerocomus chrysenteron  збільшують смертність Myzus persicae[2]

### Антимікробна дія
Антимікробна дія була зафіксована у таких лектинів:
- лектини з насіння Araucaria angustifolia інгібували дію Clavibacter michiganensis, Xanthomonas axonopodis
- лектини з насіння Artocarpus incisa та Artocarpus integrifolia  інгібували дію Fusarium moniliforme, Saccharomyces cerevisiae
- лектини з коренів Astragalus mongholicus інгібували дію Botrytis cincerea, Fusarium oxysporum, Colletorichum sp., Drechslera turcia
- лектини з насіння Eugenia uniflora інгібували дію Bacillus subtilis, Corynebacterium bovis, Escherichia coli, Klebsiella sp., Pseudomonas aeruginosa, Streptococcus sp., Staphylococcus aureus
- лектини з коренебульби Gastrodia data  інгібували дію B. cinerea, Ganoderma lucidum, Gibberella zeae, Rhizoctonia solani, Valsa ambiens
- лектини з латексу Hevea brasiliensis інгібували дію B. cinerea, Fusarium culmorum, F. oxysporum f. sp. pisi, Phycomyces blakesIeeanus, Pyrenophora triticirepentis, Pyricularia oryzae, Septoria nodorum, Trichoderma hamatum
- лектини з серцевини Myracrodruon urundeuva інгібували дію B. subtilis, Corynebacterium callunae, E. coli, Klebsiella pneumoniae, P. aeruginosa, S. aureus, Streptococcus faecalis. Fusarium solani, F. oxysporum, F. moniliforme, Fusarium decemcellulare, Fusarium lateritium, Fusarium fusarioides, Fusarium verticiloides
- лектини з  кореневища Ophiopogonjaponicus інгібували дію Gibberella saubinetii, R. solani
- лектини з кладодій Opuntia ficus indica інгібували дію Colletrotrichum gloesporioides, Candida albicans, F. oxysporum, F. solani
- лектини з  насіння Phaseolus coccineus інгібували дію Helminthosporium maydis, Gibberalla sanbinetti, R. solani, Sclerotinia sclerotiorum
- лектини з листків Phthirusa pyrifolia інгібували дію B. subtilis, K. pneumoniae, Staphylococcus epidermidis, S. faecalis F. lateritium, R. solani
- лектини з насіння Pisum sativum інгібували дію Aspergillus flavus, F. oxysporum, Trichoderma viride
- лектини з кори Sebastiania jacobinensis інгібували дію F. moniliforme, F. oxysporum
- лектини з насіння Talisia esculenta інгібували дію Colletotrichum lindemuthianum, F. oxysporum, S. cerevisiae
- лектини з насіння Triticum vulgaris інгібували дію  Fusarium graminearum, F. oxysporum
- лектини з  кореневища Urtica dioica інгібували дію  B. cinerea, C. lindemuthianum, Phoma betae,Phycomyces blakesleeanus, Septoria nodorum, Trichoderma hamatum, T. viride[2]

### Протипухлинна активність
Ряд рослинних лектинів (переважно галактозид- та галNAc-специфічні) перебувають на стадії доклінічних та клінічних випробувань як потенційні препарати для лікування раку. Протягом останніх кількох років лектини стали добре відомим засобом для розуміння різних аспектів раку та метастазування. В даний час з'являються докази того, що лектини є динамічними поверхневими маркерами, що сприяють розпізнаванню пухлинних клітин, клітинній адгезії та локалізації, передачі сигналу через мембрани, мітогенна стимуляції, посиленні імунного захисту
Для поглиблення розуміння цих лектинзалежних процесів робляться спроби відкрити нові лектини, які мають одну або декілька з цих функцій та розробити засоби на основі лектинів (або глікокон'югатів), які можна було б використовувати для впливу на пухлинні клітини.
Лектини бобових є одними з найбільш широко вивчених сімейств рослинних лектинів за їх молекулярною основою білково-вуглеводних взаємодій протягом декількох десятиліть. В останні роки основний інтерес до цієї родини лектинів сімейства лектинів полягає в їх потенційному застосуванні як протипухлинних агентів, здатних зв'язувати специфічні засоби, здатних зв'язувати специфічні поверхневі глікокон'югати ракових клітин.
Конканавалін А (ConA), типовий лектин бобових з специфічністю зв'язування манози/глюкози, як повідомлялося, індукує апоптоз у клітинах мишачих макрофагів PU5-1.8 через кластеризацію мітохондрій та вивільнення цитохрому С. Нещодавнє дослідження показало, що ConA індукує апоптоз у клітинах меланоми людини A375
каспаза-залежним шляхом. Згодом ConA викликав руйнування трансмембранного потенціалу мітохондрій (MMP), вивільнення цитохрому С, активацію каспаз і, зрештоюзапуск мітохондріально-опосередкованого апоптозу.Крім того, інші нещодавні повідомлення продемонстрували, що лектин бобових, названий лектином S.flavescens (SFL), може індукувати загибель пухлинних клітин через каспаза-залежний апоптотичний шлях, і його апоптотичні механізми припускають, що це
рецептори смерті. І, ще один типовий лектин бобових зі специфічністю до сіалової кислоти, очищений з насіння Phaseolus coccineus L. (Phaseolus. multiflorus wild) має значну антипроліферативну активність. Цей лектин індукував каспазазалежний апоптоз у мишачих клітин мишачої фібросаркоми L929. Крім того, його протипухлинна активність різко  знижувалась при повному пригніченні специфічної до сіалової кислоти активності, що вказує на те, що ця цукрозв'язуюча специфічність може бути основною причиною, яка викликає антипластичну активність та апоптоз.
- Гемаглютинін Flammulina velutipes інгібує проліферацію клітин лейкемії L1210.
- Лектин Haliclona crater виявляв цитотоксичну дію на клітини HeLa та FemX.
- Темно-червоний гемаглютинін квасолі виявляє антипроліферативну активність по відношенню до клітин лейкемії L1210.
- Малий глянцевий чорний лектин сої (Glycine max) пригнічує проліферацію клітин раку молочної залози MCF7 та гепатоми HepG2.
- Лектин банана Дель Монте затримував проліферацію клітин (L1210) та клітин гепатоми (HepG2).
- Наддовгий лектин осінньої фіолетової квасолі інгібував проліферацію клітин гепатоми HepG2 шляхом індукції
- продукцію апоптичних тілець
- Лектин омели білої може застосовуватися у онкологічних хворих для покращення якості життя.

З метою розширення сфери застосування протипухлинних лектинів з'ясовано механізм їх дії: лектини викликають апоптоз у різних лініях ракових клітин. Прикладами можуть слугувати клітини меланоми B16-BL6, оброблені лектином омели корейської,  клітини раку людини A253, клітини HeLa, оброблені лектином Agrocybe aegerita
клітини HeLa, клітини лімфоми Далтона, оброблені аглютиніном Abrus, лімфоми Далтона та клітини HeLa, клітини HeLa, оброблені лектином Sophora flavescens, лектином Polygonatum odoratum оброблені клітини мишачої фібросаркоми L929, лектином Polygonatum cyrtonema обробляли клітини меланоми людини A375,рак молочної залози, оброблений гемаглютиніном Pseudomonas aeruginosa,клітини MDA-MB-468 та MDA-MB-231HM, клітини раку молочної залози MCF-7, оброблені гемаглютиніном французької квасолі.

### Противірусна активність
Лектин (D-манозоспецифічний) з Gerardia savaglia вперше показав здатність запобігати інфікуванню клітин H9 вірусом імунодефіциту людини (ВІЛ)-1. Крім того, лектин інгібував утворення синцитію в клітинах системи HTLV-IIIB/H9-Jurkat  та системі ВІЛ-1/лімфоцити людини, реагуючи з олігосахаридною стороною олігосахаридними бічними ланцюгами молекули оболонки gp120 ВІЛ-1.
Через рік лектини конканавалін А, аглютинін зародків пшениці, аглютинін Lens culinaris, аглютинін Vicia faba, аглютинін Pisum sativum та аглютинін фітогему (еритро) були виявлені як такі, що зв'язуються з gp120. Вони здатні інгібувати злиття ВІЛ-інфікованих клітин з клітинами CD4 за рахунок вуглеводно-специфічної взаємодії з ВІЛ-інфікованими клітинами
Рослинні лектини проявляють антикоронавірусну активність, особливо манозозв'язуючі лектини, при тяжкому перебігу гострого респіраторного синдрому коронавірусу. Вони перешкоджали прикріпленню вірусу на ранній стадії реплікації пригнічували його ріст, взаємодіючи з кінцем інфекційного циклу вірусу
Показано, що лектин банана (Musa acuminata)  пригнічує реплікацію ВІЛ. Лікування СНІДу за допомогою лектинів вивчається в багатьох дослідженнях. Різні лектини мають різні механізми протидії ВІЛ.
Зовсім недавно дослідили, що лектин з морського багатощетинкового черв'яка Chaetopterus variopedatus пригнічує цитопатичний ефект, індуковану
ВІЛ-1 та продукцію вірусного антигену р24.
Лектин морського черв'яка (Serpula vermicularis) пригнічує продукцію вірусного антигену р24 та цитопатичну дію, індуковану ВІЛ-1 (Молчанова и др., 2007). Лектин P. cyrtonema Hua інгібував ВІЛ-І- та ВІЛ-ІІ-індуковану цитопатію в клітинах MT-4  та CEM. Банановий лектин безпосередньо зв'язував білок оболонки ВІЛ-1 (gp120) і блокував проникнення вірусу в клітину, а також знижував рівень сильного стоп-продукту ранньої зворотної транскрипції.
Надзвичайно довгий лектин осінньої фіолетової квасолі та гриба Russula delica лектин  були здатні інгібувати ВІЛ-1 зворотну транскриптазу ВІЛ-1. Таким чином, лектини є потенційними препаратами для лікування СНІДу.

## Застосування у  лабораторній діагностиці
Очищені лектини важливі в клінічних умовах, оскільки вони використовуються для визначення групи крові.  Деякі гліколіпіди та глікопротеїни в еритроцитах людини можна ідентифікувати за лектинами.
- Лектин з Dolichos biflorus використовується для ідентифікації клітин, які належать до групи крові А1.
- Лектин з Ulex europaeus використовується для ідентифікації антигену групи крові H.
- Лектин з Vicia graminea використовується для ідентифікації антигену групи крові N.
- Лектин Iberis amara використовується для ідентифікації антигену групи крові М.
- Лектин з кокосового молока використовується для ідентифікації антигену Theros.
- Для ідентифікації антигену R використовується лектин Carex.

У нейронауці метод антероградного маркування використовується для відстеження шляху еферентних аксонів за допомогою PHA-L, лектину з квасолі.
Конканавалін А та інші комерційно доступні лектини широко використовуються в афінній хроматографії для очищення глікопротеїнів.

## Проблеми вживання лектинів
Лектини визначаються як білки, які зв’язуються з вуглеводами. Ті самі властивості, які лектини використовують для захисту рослин у природі, можуть спричинити проблеми під час травлення людини. Вони протистоять розщепленню в кишечнику і стабільні в кислому середовищі, властивості, які захищають рослини, що містять лектин, у природі.
При споживанні лектини в їх активному стані можуть викликати негативні побічні ефекти. Найбільш оприлюднені звіти повідомляють про серйозні реакції у людей, які їдять навіть невелику кількість сирої або недовареної квасолі. Вони містять фітогемаглютинін, різновид лектину, який може викликати злипання еритроцитів. Це також може викликати нудоту, блювоту, розлад шлунка та діарею. Більш легкі побічні ефекти включають здуття живота та гази.
Дослідження на тваринах і клітинах виявили, що активні лектини можуть перешкоджати засвоєнню мінералів, особливо кальцію, заліза, фосфору та цинку. Бобові та зернові культури часто містять ці мінерали, тому одночасна присутність лектинів може перешкоджати засвоєнню та використанню цих мінералів в організмі. Лектини також можуть зв’язуватися з клітинами травного тракту. Це може порушити розщеплення та всмоктування поживних речовин, а також вплинути на ріст і роботу кишкової флори. Оскільки лектинові білки зв’язуються з клітинами протягом тривалого періоду часу, вони потенційно можуть спричинити аутоімунну відповідь і, як припускають, відіграють роль у таких запальних станах, як ревматоїдний артрит і діабет 1 типу.
Ці теорії підживили прибутковий рух проти лектинів, породивши бестселери та ферментні добавки для запобігання активності лектинів в організмі. Однак існує дуже обмежена кількість досліджень на людях щодо кількості активних лектинів, які споживаються з їжею, та їхнього довгострокового впливу на здоров’я. Антипоживні речовини, включаючи лектини, найчастіше досліджуються в дієтах країн, що розвиваються, де поширене недоїдання, або де різноманітність їжі дуже обмежена, а цільні зерна та бобові є важливими щоденними продуктами харчування.